# Bohdan Mikuć

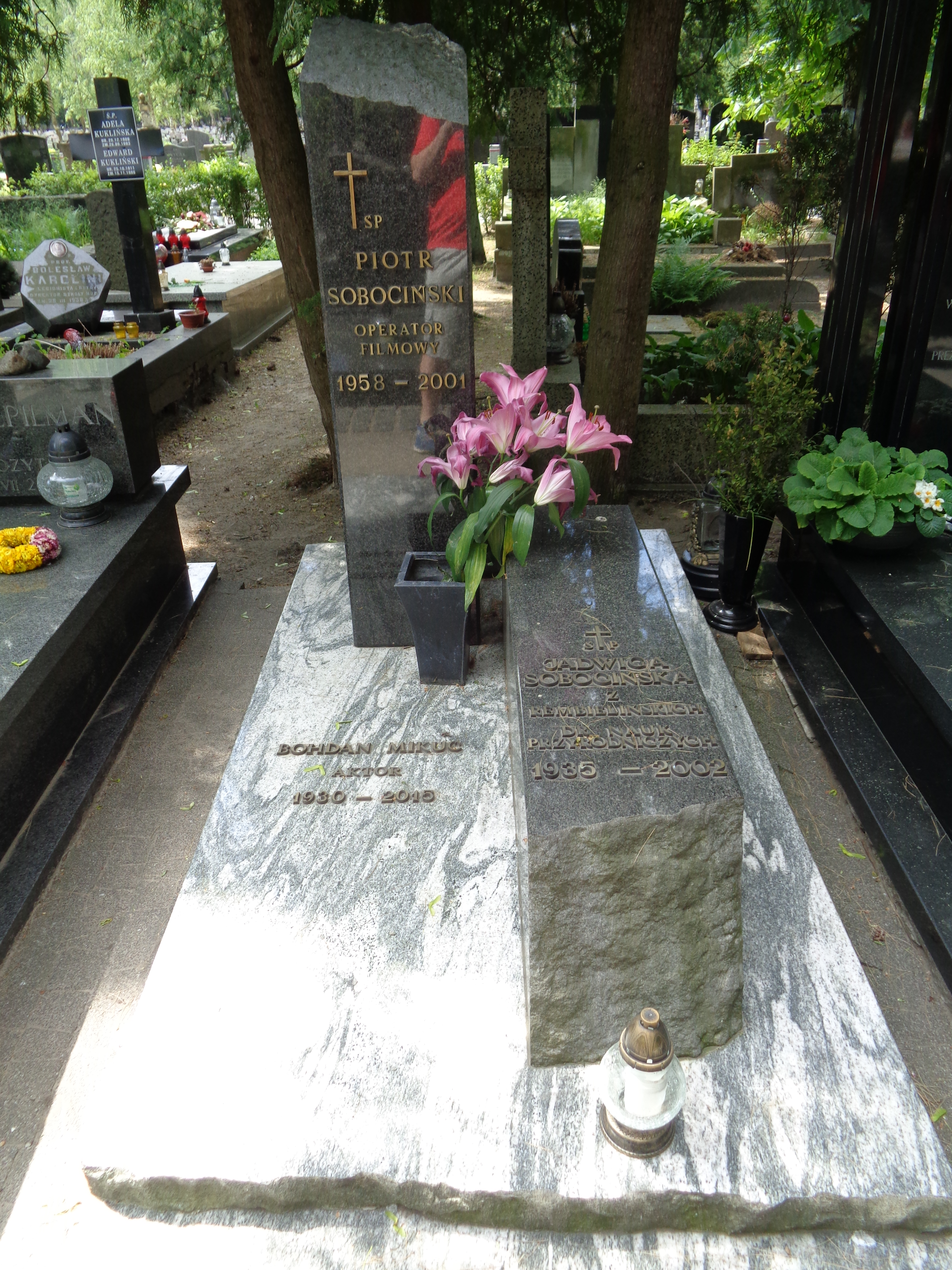
Grób Piotra Sobocińskiego i Bohdana Mikucia na Cmentarzu Wojskowym na Powązkach

Ludwik Bohdan Mikuć (ur. 24 października 1930 w Wilnie, zm. 4 grudnia 2015 w Warszawie) – polski aktor filmowy i teatralny.

## Życiorys
Podczas II wojny światowej najmłodszy żołnierz 1. Brygady Juranda AK, ps. "Luluś". Debiutował 19 listopada 1954 jako Geert w Nadziei Heijermansa w reż. Romana Sykały na scenie Teatru Powszechnego w Łodzi. W 1955 ukończył studia na PWST w Łodzi. Od 1977 do 1984 dyrektor Teatru im. Juliusza Osterwy w Gorzowie Wielkopolskim.
Mąż aktorki Wandy Chwiałkowskiej, ojciec aktorki Hanny Mikuć, dziadek operatorów Piotra Sobocińskiego jr. i Michała Sobocińskiego oraz aktorki Marii Sobocińskiej.
Pochowany na Cmentarzu Wojskowym na Powązkach (kwatera A3 tuje-3-13).

## Kariera zawodowa
- Teatr Nowy (Łódź, 1955–1977) – aktor
- Estrada Satyryczna-Teatr Satyry (Łódź, 1955–1957) – aktor
- PWSFTViT (Łódź, 1968–1977) – wykładowca
- Teatr im. Juliusza Osterwy (Gorzów Wielkopolski, 1977–1984) – dyrektor naczelny i artystyczny
- Teatr Nowy (Łódź, 1984–1991) – aktor

## Filmografia
- 1989: Gdańsk 39
- 1988–1989: Pogranicze w ogniu
- 1975: Czerwone i białe – komunista
- 1974: Orzeł i reszka
- 1973: Hubal
- 1964: Panienka z okienka